# 锡夫里拉佩尔什
锡夫里拉佩尔什（法語：Sivry-la-Perche，法語發音：[sivʁi la pɛʁʃ]）是法国默兹省的一个市镇，属于凡尔登区。

## 地理
锡夫里拉佩尔什（49°8'39"N, 5°15'1"E）面积12.17 平方千米，位于法国大東部大區默兹省，该省份为法国西北部内陆省份，北与比利时接壤，西接马恩省和阿登省，南至上马恩省和孚日省，东临默尔特-摩泽尔省。
与锡夫里拉佩尔什接壤的市镇（或旧市镇、城区）包括：贝特兰维尔、阿戈讷地区栋巴勒、弗罗姆雷维尔-莱瓦隆、阿戈讷地区茹伊、尼克塞维尔-布莱尔库尔、凡尔登。
锡夫里拉佩尔什的时区为UTC+01:00、UTC+02:00（夏令时）。

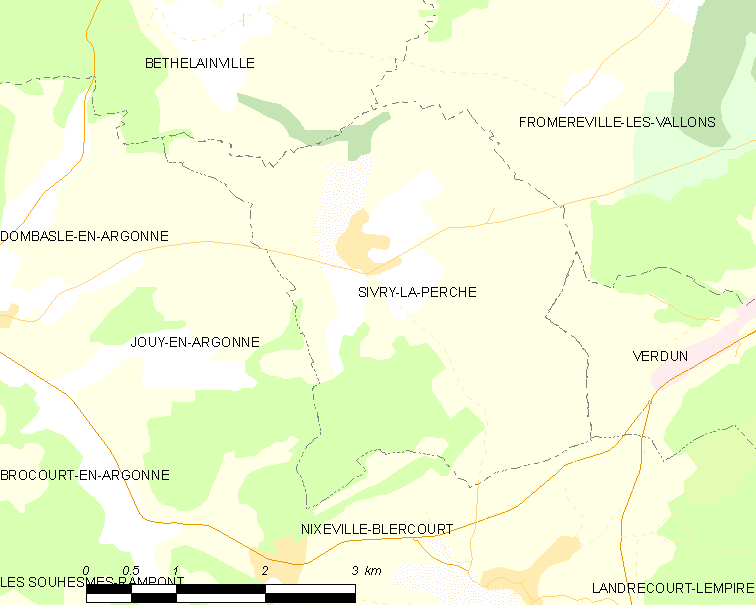
锡夫里拉佩尔什的OSM定位图

## 行政
锡夫里拉佩尔什的邮政编码为55100，INSEE市镇编码为55489。

## 政治
锡夫里拉佩尔什所属的省级选区为凡尔登第一县。

## 人口

1962-2008年间锡夫里拉佩尔什人口变化图示

锡夫里拉佩尔什于2022年1月1日时的人口数量为279人。